# 得胜镇 (扶余市)
得胜镇，是中华人民共和国吉林省松原市扶余市下辖的一个乡镇级行政单位。

## 行政区划
得胜镇下辖以下地区：
得胜村、前阳村、临河村、牛营子村、肖家村、小围子村、河江村、北江村、獾洞村、再兴村、西黄家村、徐家店村、镰刀湾村、东围子村、大围子村、双合村、合力村、杏山村、林丰村、范家村、石碑村、太平村和祥茂村。